# Kim Petras
Kim Petras (Köln, 1992. augusztus 27. –) Grammy-díjas német énekes, modell, a világ legfiatalabb nemátalakító műtéten átesett személye. 2016 és 2020 között független előadóként adta ki zenéit saját maga avagy BunHead Records nevén, mielőtt 2021-ben leszerződött a Republic Recordsnál Az első nyíltan transznemű előadó, aki Grammy díjat nyert a Sam Smiththel közösen kiadott, Unholy című dalával, mellyel elérte a Billboard Hot 100 első helyét is. 2021-ben fellépett Magyarországon is, ahol az MTV Europe Music Awards színpadján adta elő számait.

## Élete a karrier előtt
Férfiként látta meg a napvilágot Lutz és Konni Petras gyermekeként. Kétéves korában kijelentette, hogy ő nem kisfiú, hanem kislány. Az orvosok eleinte – fiatalságára tekintettel – nem akarták elvégezni a nemátalakító műtétet, de mivel Petras erősen ragaszkodott hozzá, ezért szexológus szakértők csoportjának beleegyezésével az átalakító műtét mégis megtörtént, Petras 16 éves korában (12 éves kora óta női hormonokat szedett). Az orvosok szerint Petras a legfiatalabb transznemű az egész világon, aki ilyen műtéten átesett. Kim édesapja, Lutz Petras nehezen fogadta el gyermeke döntését, ellentétben feleségével. Szerinte Kim egy igazán határozott lány, mindig tudta, mit akar. S amilyen célt kitűz maga elé, azt el is éri. Petras édesanyja nagyon büszke lányára, örül, hogy valóra vált az álma. Tiszteli őt azért, ahogy viselte ezt az egész folyamatot, amely nem volt fájdalommentes.

## Modellkarrier
A transznemű tini sikeres modell lett, de elmondta, hogy sokan kérdezték tőle, milyen nőnek lenni, ám erre ő azt válaszolta, mindig is annak érezte magát, csak rossz testben élt. A modellkarriere felfelé ívelt, ám ő végül az énekesi pályát választotta.

## Zenei karrier
Kim 2007-ben a Myspace internetes oldalra feltöltötte Last Forever, és Fade Away című dalait, amelyek hamar sikeresek lettek. Felfigyelt rá Fabian Görg menedzser, aki szerződést ajánlott neki a Joyce Recordsnál. Kim egy riportban azt mondta, hogy reméli idővel majd a zenéjére figyelnek majd az emberek, és nem arra, hogy ki énekli. Petras a 2021-es leszerződtetése utáni első évben kiadta első középlemezét a Republic Records-szal melynek címe Slut Pop volt. 2023 júniusában pedig kiadja első nagylemezét melynek a Feed The Beast címet adta. Több kollaborációja is van, köztük a Sam Smithtel kiadott Unholy, vagy a Nicki Minajjal közös daluk, melynek címe Alone.

## Ruhatervezés
Petras ruhatervezőként is sikeres lett. Ruhákat dobott a piacra, melyek az ő fémjelzéseivel voltak megrendelhetők internetes webshopjából. Nagy érdeklődés övezte ugyan, de a webshop nem sokkal megjelenése után eltűnt.

## Diszkográfia

### Stúdióalbumok
- 2023 – Feed the Beast

### Kislemezek
- 2008 – Fade Away
- 2009 – Last Forever
- 2009 – Die For You
- 2009 – Boomerang

### Középlemezek
- 2011 – One Piece Of Tape

### Mixtape-ek
- 2019 – Clarity
- 2019 – Turn off the light